# Bahnstrecke Gera-Pforten–Wuitz-Mumsdorf
| |                           |                                                         |                                                         |
| Kursbuchstrecke: | 160e (1934) DR: 172f, 533 |                                                         |                                                         |
| Streckenlänge: | 30,98 km                  |                                                         |                                                         |
| Spurweite: | 1000 mm (Meterspur)       |                                                         |                                                         |
| Maximale Neigung: | 35,7 ‰                    |                                                         |                                                         |
| Minimaler Radius: | 100 m                     |                                                         |                                                         |
| |                           |                                                         |                                                         |
| \| \| 0,00 \| Gera-Pforten ehem. Gera (Reuss) \| Gera-Pforten ehem. Gera (Reuss) \| \| \| 2,96 \| Gera-Leumnitz \| Gera-Leumnitz \| \| \| \| B 7 \| \| \| \| 5,29 \| Trebnitz \| Trebnitz \| \| \| \| BAB 4 \| \| \| \| 7,00 \| Schwaara \| Schwaara \| \| \| 8,70 \| Brahmenau Süd ehem. Zschippach \| Brahmenau Süd ehem. Zschippach \| \| \| 9,67 \| Brahmenau ehem. Culm \| Brahmenau ehem. Culm \| \| \| 11,02 \| Söllmnitz \| Söllmnitz \| \| \| 11,15 \| zum Cretzschwitzer Dachziegelwerk \| zum Cretzschwitzer Dachziegelwerk \| \| \| 13,00 \| Wernsdorf \| Wernsdorf \| \| \| 15,28 \| Pölzig \| Pölzig \| \| \| \| heutige Grenze Thüringen / Sachsen-Anhalt \| \| \| \| 17,38 \| Wittgendorf \| Wittgendorf \| \| \| 21,30 \| Kayna \| Kayna \| \| \| \| Schnauder \| \| \| \| 24,20 \| Kaynaer Quarzwerke \| Kaynaer Quarzwerke \| \| \| 26,80 \| Oelsen \| Oelsen \| \| \| 27,84 \| Spora \| Spora \| \| \| \| heutige Grenze Sachsen-Anhalt / Thüringen \| \| \| \| 29,50 \| Zipsendorf \| Zipsendorf \| \| \| \| heutige Grenze Thüringen / Sachsen-Anhalt \| \| \| \| 30,98 \| Wuitz-Mumsdorf Übergang zur Bahnstrecke Zeitz–Altenburg \| Wuitz-Mumsdorf Übergang zur Bahnstrecke Zeitz–Altenburg \| |                           |                                                         |                                                         |
| Kopfbahnhof Streckenanfang (Strecke außer Betrieb) | 0,00                      | Gera-Pforten ehem. Gera (Reuss)                         | Gera-Pforten ehem. Gera (Reuss)                         |
| Bahnhof (Strecke außer Betrieb) | 2,96                      | Gera-Leumnitz                                           | Gera-Leumnitz                                           |
| Bahnübergang (Strecke außer Betrieb) |                           | B 7                                                     | B 7                                                     |
| Haltepunkt / Haltestelle (Strecke außer Betrieb) | 5,29                      | Trebnitz                                                | Trebnitz                                                |
| Strecke mit Straßenbrücke (Strecke außer Betrieb) |                           | BAB 4                                                   | BAB 4                                                   |
| Haltepunkt / Haltestelle (Strecke außer Betrieb) | 7,00                      | Schwaara                                                | Schwaara                                                |
| Haltepunkt / Haltestelle (Strecke außer Betrieb) | 8,70                      | Brahmenau Süd ehem. Zschippach                          | Brahmenau Süd ehem. Zschippach                          |
| Bahnhof (Strecke außer Betrieb) | 9,67                      | Brahmenau ehem. Culm                                    | Brahmenau ehem. Culm                                    |
| Bahnhof (Strecke außer Betrieb) | 11,02                     | Söllmnitz                                               | Söllmnitz                                               |
| Abzweig geradeaus und nach links (Strecke außer Betrieb) | 11,15                     | zum Cretzschwitzer Dachziegelwerk                       | zum Cretzschwitzer Dachziegelwerk                       |
| Haltepunkt / Haltestelle (Strecke außer Betrieb) | 13,00                     | Wernsdorf                                               | Wernsdorf                                               |
| Bahnhof (Strecke außer Betrieb) | 15,28                     | Pölzig                                                  | Pölzig                                                  |
| Grenze (Strecke außer Betrieb) |                           | heutige Grenze Thüringen / Sachsen-Anhalt               | heutige Grenze Thüringen / Sachsen-Anhalt               |
| Haltepunkt / Haltestelle (Strecke außer Betrieb) | 17,38                     | Wittgendorf                                             | Wittgendorf                                             |
| Bahnhof (Strecke außer Betrieb) | 21,30                     | Kayna                                                   | Kayna                                                   |
| Brücke über Wasserlauf (Strecke außer Betrieb) |                           | Schnauder                                               | Schnauder                                               |
| Haltepunkt / Haltestelle (Strecke außer Betrieb) | 24,20                     | Kaynaer Quarzwerke                                      | Kaynaer Quarzwerke                                      |
| Haltepunkt / Haltestelle (Strecke außer Betrieb) | 26,80                     | Oelsen                                                  | Oelsen                                                  |
| Bahnhof (Strecke außer Betrieb) | 27,84                     | Spora                                                   | Spora                                                   |
| Grenze (Strecke außer Betrieb) |                           | heutige Grenze Sachsen-Anhalt / Thüringen               | heutige Grenze Sachsen-Anhalt / Thüringen               |
| Haltepunkt / Haltestelle (Strecke außer Betrieb) | 29,50                     | Zipsendorf                                              | Zipsendorf                                              |
| Grenze (Strecke außer Betrieb) |                           | heutige Grenze Thüringen / Sachsen-Anhalt               | heutige Grenze Thüringen / Sachsen-Anhalt               |
| Kopfbahnhof Streckenende (Strecke außer Betrieb) | 30,98                     | Wuitz-Mumsdorf Übergang zur Bahnstrecke Zeitz–Altenburg | Wuitz-Mumsdorf Übergang zur Bahnstrecke Zeitz–Altenburg |

Die Bahnstrecke Gera-Pforten–Wuitz-Mumsdorf, betrieben anfangs von der Gera-Meuselwitz-Wuitzer Eisenbahn-AG (GMWE), war eine meterspurige Schmalspurbahn in den heutigen Bundesländern Sachsen-Anhalt und Thüringen, die von 1901 bis 1969 betrieben wurde. Sie führte vom Bahnhof Gera-Pforten zur Station Wuitz-Mumsdorf an der Normalspurstrecke von Zeitz nach Altenburg. Die 31,2 km lange Strecke besaß in Gera-Pforten einen Gleisanschluss an die ebenfalls meterspurige Geraer Straßenbahn, über die Güterverkehr zum Staatsbahnhof Gera Süd lief.

## Lage
Die Strecke beginnt in Pforten, das später nach Gera eingemeindet wurde. Anschließend verläuft die Trasse durch das heutige Gebiet Thüringens. Danach folgt der Abschnitt über Kayna, heute Sachsen-Anhalt zugehörig. Der Meuselwitzer Ortsteil Zipsendorf befindet sich nun wieder im heutigen Thüringen. Gleiches gilt für Mumsdorf. Der heute nicht mehr existente Ort Wuitz liegt heute auf dem Gebiet der Gemeinde Elsteraue, das zu Sachsen-Anhalt gehört.

## Bezeichnung
Der Name der Aktiengesellschaft ist verwirrend, weil die Bahn letztendlich nicht nach der Stadt Meuselwitz führte. Dorthin bestand von der Station Spora eine normalspurige Güterstrecke der Staatsbahn, die 1880 bis 1902 ein Anschlussgleis der Zuckerfabrik Spora war und 1923 wieder zur Werksbahn wurde. Auch die Bezeichnung als Wuitz-Mumsdorfer Kleinbahn war unzutreffend; denn die Bahn führte sowohl über preußisches Staatsgebiet als auch über das von Sachsen-Altenburg und Reuß jüngerer Linie. Daher war die Bahn nicht als Kleinbahn nach preußischem Recht konzessioniert, sondern als private Eisenbahn.

## Geschichte

### Vom Beginn bis zum Zweiten Weltkrieg
In der zweiten Hälfte des 19. Jahrhunderts wurde im Gebiet um Meuselwitz mit dem Abbau von Braunkohle begonnen. Vor allem Gera als aufstrebende Industriestadt sollte von dem Bahnbau profitieren. Schon 1878 gründeten sich Komitees in Meuselwitz und Gera, um über den Bau der damals so genannten „Secundärbahn Meuselwitz – Gera“ zu beraten. Weder die preußische noch die sächsische Staatseisenbahnen zeigten nennenswertes Interesse am Bau und Betrieb so einer Bahn. So zogen sich die Planungen erst einmal bis 1884 hin und wurden dann vorerst nicht weiterverfolgt. Im Jahre 1894 wurde das Projekt wieder aufgegriffen. Es sollte eine meterspurige Schmalspurbahn entstehen, um Umladekosten auf normalspurige Bahnen zu sparen, denn viele Briketts aus Meuselwitz wurden den Abnehmern über die 1892 eröffnete Geraer Straßenbahn zugestellt. Andererseits war das Umladen von der Schmalspurbahn für auf der Staatsbahn weitertransportierte Güter natürlich ebenfalls mit hohen Kosten verbunden.
Die Gesellschaft war unter wesentlicher Mitwirkung der Bahnbaufirma Vering & Waechter am 6. Juli 1900 gegründet worden, nachdem man mehrere Varianten der Streckenführung geprüft hatte. In Gera-Pforten verfügte die Bahngesellschaft über keinen Übergabebahnhof, sondern nur über einen Übergang zur ebenfalls meterspurigen Straßenbahn. Die Bauzeit für die Schmalspurbahn betrug ungefähr ein Jahr und am 12. November 1901 ging die meterspurige Strecke in Betrieb. Am 12. Dezember desselben Jahres nahm man ein Anschlussgleis in Betrieb, das vom Bahnhof Söllmnitz abzweigte. Es war 2,04 Kilometer lang und diente ausschließlich dem Güterverkehr zum Dachziegelwerk Reußengrube.
Das Verkehrsaufkommen entwickelte sich in den Anfangsjahren der Strecke durchschnittlich. Die Anzahl der zum Einsatz gekommenen Fahrzeuge wuchs. Nach dem Ersten Weltkrieg waren die nächsten Jahre von Stagnation geprägt. Die GMWE stellte Ende der 1920er Jahre den Betrieb auf der Strecke ein.
Doch in Gera sah man weiterhin die Notwendigkeit dieser Bahnstrecke. Geraer Industrielle kauften die Aktien der Bahn. Sie schafften neue Betriebsmittel an und führten 1929 den Rollwagenbetrieb ein, der allerdings nur im südlichen Bereich der Strecke stattfand. Auch kam im gleichen Jahr ein neu erworbener Schienenbus für den Personenverkehr zum Einsatz. Im Jahr 1948 setzte die Reichsbahn den Triebwagen auf die Strecke der vormaligen Franzburger Kreisbahnen um.
In den 1930er Jahren fanden Streckenbegradigungen (u. a. im Schwaaraer Grund) und die Anschaffung neuer Selbstentladewagen statt. Die GMWE stellte während des Zweiten Weltkrieges den Kohletransport nach Gera sicher.

### Von 1945 bis zur Stilllegung
Aufgrund der regionalen Bedeutung erfolgte kein Abbau der Strecke zu Reparationszwecken an die Sowjetunion. 1946 wurden die Eigentümer der Bahn ohne Entschädigungen enteignet und die GMWE AG in Volkseigentum überführt. Danach war sie den Thüringer Landesbanken mit Sitz in Weimar unterstellt. Als ehemalige Privatbahn wurde sie im Jahre 1949 schließlich in die Deutsche Reichsbahn eingegliedert und wurde von der Reichsbahndirektion Erfurt betrieben.
Für den Personenverkehr in den Nachkriegsjahren reichten die Betriebsmittel nicht aus, so dass mehrere vierachsige Personenwagen von anderen thüringischen Strecken nach Gera kamen. Außerdem wurden Einheitspersonenwagen von sächsischen Schmalspurbahnen nach Gera umgesetzt, die von 750 auf 1000 Millimeter umgespurt worden waren. Zu den von der Reichsbahn nach Gera umgesetzten Dampfloks zählen 99 183, 99 191, 99 233, 99 234, 99 235 und 99 6011. Wenn überhaupt, dann absolvierten die drei aufgeführten LKM-Neubaulokomotiven der Baureihe 99.23-24 jedoch nur Probefahrten ab Gera-Pforten.
Durch die Verschiebung der Grenze zwischen den Reichsbahndirektionen Erfurt und Dresden lag die Schmalspurbahn ab dem 22. Mai 1955 fast vollständig in der Reichsbahndirektion Dresden, lediglich der Bereich um den Endbahnhof lag noch in der Reichsbahndirektion Erfurt.

### Stilllegung und Abbau
Durch die abnehmenden Vorräte im Meuselwitzer Kohlegebiet nahmen entsprechende Transportleistungen ab. Ebenso stellte der Kraftverkehr zunehmend eine starke Konkurrenz dar. Mitte der 1960er Jahre wurde mehrmals die Rentabilität der Strecke überprüft. Eine Stilllegung war für 1970 geplant. Es kam jedoch anders:
Am 3. Mai 1969 fuhr der Personenzug 1665 aus Söllmnitz pünktlich 14.21 Uhr in Gera-Pforten ein. Kurz darauf entwickelte sich ein starkes Unwetter, das vor allem zwischen Gera-Pforten und Gera-Leumnitz niederging. Es kam zu großen Überschwemmungen. Bahndämme waren unterspült und der Bahnhof Gera-Pforten stand zu großen Teilen unter Wasser. Viele Weichen und Gleise wurden durch Geröll beschädigt. Die im Freien stehenden Fahrzeuge standen bis zu den Achsen im Schlamm. Die Lokomotive 99 5911 konnten nicht mehr rechtzeitig in den Lokschuppen fahren. Der nächste Personenzug hätte 16.44 Uhr in Gera-Pforten einfahren sollen, musste aber in Gera-Leumnitz zurückgehalten werden. Dessen Zuglok fuhr nach dem Unwetter mit einem Personenwagen an der Spitze langsam bis zu den unterspülten Gleisen bei Gera-Pforten. Die Fahrgäste mussten den Rest der Strecke zu Fuß zurücklegen, was ebenfalls schwer war, da auch die Meuselwitzer Straße nahezu komplett mit Schlamm bedeckt war.
Am folgenden Tag beschloss die Deutsche Reichsbahn die sofortige Einstellung des Personenverkehrs auf der Bahnstrecke. Die Reichsbahndirektion Dresden gab damit den Personenverkehr auf ihrer letzten meterspurigen Schmalspurbahn auf. Noch am selben Tag richtete man Schienenersatzverkehr zwischen Gera und Wuitz-Mumsdorf ein. Ab dem 10. Mai war nun die Personenbeförderung mit Bussen endgültig sichergestellt. Kraftfahrbetriebe der Bezirke Gera, Leipzig und Halle beteiligten sich daran. Der bereits veröffentlichte Sommerfahrplan 1969 war damit gegenstandslos geworden.

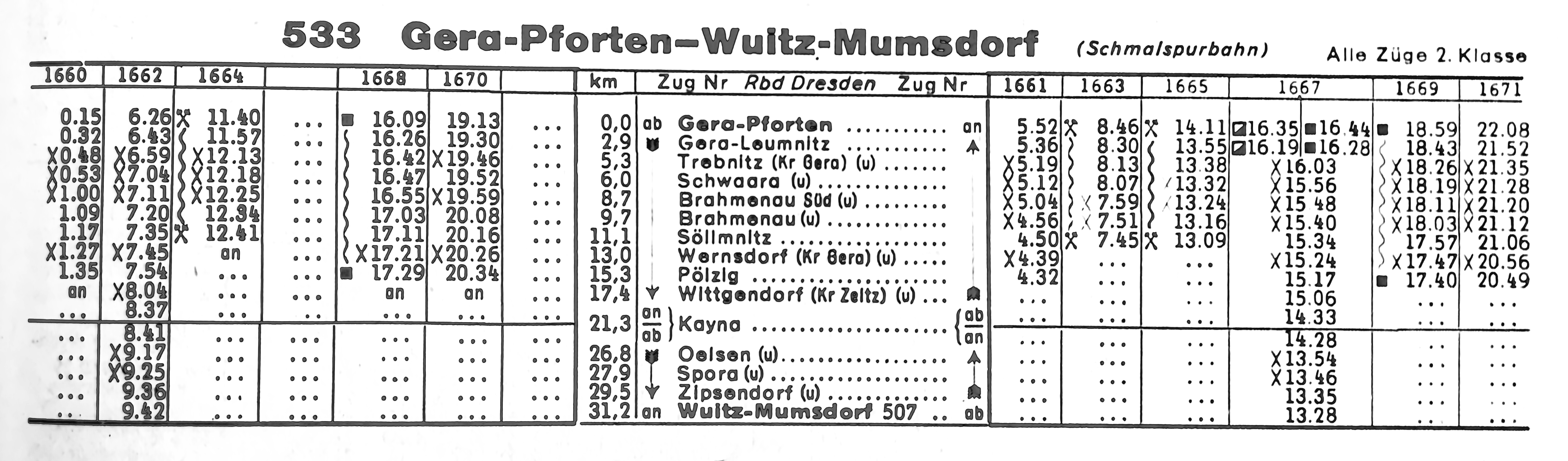
Letzter veröffentlichter Fahrplan (1. Juni bis 27. September 1969)

Während die Deutsche Reichsbahn den Abschnitt Gera-Pforten – Wittgendorf (Kr Zeitz) per 6. Mai 1969 stilllegte, blieb der nördliche Teil der Schmalspurbahn für den Güterverkehr in Betrieb. Die Lokomotiven 99 183 und 99 191 befanden sich zum Zeitpunkt des Unwetters mit mehreren Güter- und Personenwagen im Bahnhof Gera-Pforten. Ihr Abtransport sollte über die Straße bis Gera-Leumnitz erfolgen. Die Fahrzeuge sollten dort wieder aufgegleist werden und nach Wuitz-Mumsdorf fahren. Zur Verladung wurde eine schiefe Ebene aus Schwellen errichtet. Doch beim Verladen stellte sich heraus, dass nicht genügend Platz zwischen einem Werkstattgebäude und einem Kulturraum war. Am 7. Mai genehmigte darum das Verkehrsministerium in Berlin, die Gleise vorübergehend für die Überführung der Fahrzeuge wiederherzurichten. Von den Kaynaer Quarzwerken schaffte man Sand mit Lkw heran. Nachdem verschiedene Arbeiten zum provisorischen Betrieb abgeschlossen worden waren, konnten sieben Personenwagen mit Lok 99 183 den Bahnhof verlassen. Die Fahrt dauerte bis in die Abendstunden, sodass die Fahrt an den Kaynaer Quarzwerken unterbrochen werden musste. Am nächsten Tag begann die Weiterfahrt nach Wuitz-Mumsdorf.
Auf Basis einer Sondergenehmigung verließ am 19. Mai 1969 um 15:00 Uhr zum letzten Mal ein Zug den Bahnhof Gera-Pforten. Dieser Räumzug bestand aus drei Lokomotiven und sechs Personenwagen. Eineinviertel Stunden später erreichte er Gera-Leumnitz. Fünf weitere Wagen kamen dort hinzu. Nachdem die Lokomotiven und Wagen in Richtung Wuitz-Mumsdorf abgestellt worden waren, wurden die provisorischen Herrichtungen an der Strecke wieder beseitigt. Ein weiteres starkes Unwetter in der letzten Maiwoche beschädigte die verbliebenen Anlagen nochmals stark. Mehrere Wagen verblieben in Pforten und wurden beim Abbau der Gleisanlagen entweder als Lagerschuppen verkauft, meist aber verschrottet. Gleiches geschah mit den in Gera-Leumnitz verbliebenen Wagen.
Den Güterverkehr behielt die Deutsche Reichsbahn zwischen dem Quarzwerk Kayna und Wuitz-Mumsdorf noch mehrere Monate aufrecht. Bis zum 28. Dezember 1969 verkehrte ein Zug werktags mit bis zu sechs Selbstentladewagen. Die Deutsche Reichsbahn war nämlich vertraglich an das Kieswerk gebunden und Mittel zum Transport des Sandes auf der Straße standen noch nicht ausreichend zur Verfügung. Den Inhalt der Schmalspurwagen entlud man auf der Schüttgutrampe in Wuitz-Mumsdorf in normalspurige Güterwagen. Die leeren Wagen brachte eine Schmalspurlok zum Anschluss der Quarzwerke zurück und blieben dort über Nacht stehen. Am 28. Dezember fanden noch drei Fahrten statt, um alle restlichen Güterwagen zum Bahnhof Wuitz-Mumsdorf zu holen. Die amtliche Stilllegung des Abschnittes Wittgendorf (Kr Zeitz) – Wuitz-Mumsdorf datiert auf den 1. Januar 1970. Im Frühling und Sommer 1970 fanden noch kleinere Rangierfahrten statt, um die Kästen von mehreren gedeckten Güterwagen und Personenwagen abtransportieren zu können. Sie fanden eine Nachnutzung als Lagerräume, die übrigen Fahrzeuge wurden bis ins Jahr 1971 im Bahnhof Wuitz-Mumsdorf verschrottet.
Der Abbau der Gleisanlagen zog sich lange hin. Die Arbeiten begannen in Gera-Pforten. Dort entstand auf dem ehemaligen Bahnhofsgelände ein Omnibusdepot. In Brahmenau und Söllmnitz bauten die Mitarbeiter der örtlichen Landwirtschaftlichen Produktionsgenossenschaften (LPG) die Gleise ab. Arbeiter des Dachziegelwerkes Cretzschwitz demontierten das zuletzt als Anschlussgleis fungierende Gleis von Söllmnitz. Im Sommer 1970 waren die Abbauarbeiten bis Spora fortgeschritten. Den letzten Abschnitt bis Wuitz-Mumsdorf entfernten Studentenbrigaden bis zum Jahre 1975. Einige der abgebauten Weichen aus Wuitz-Mumsdorf kamen später bei Umbauarbeiten vom Bahnhof Wernigerode Westerntor zum Umladehof zum Einsatz.

## Streckenbeschreibung

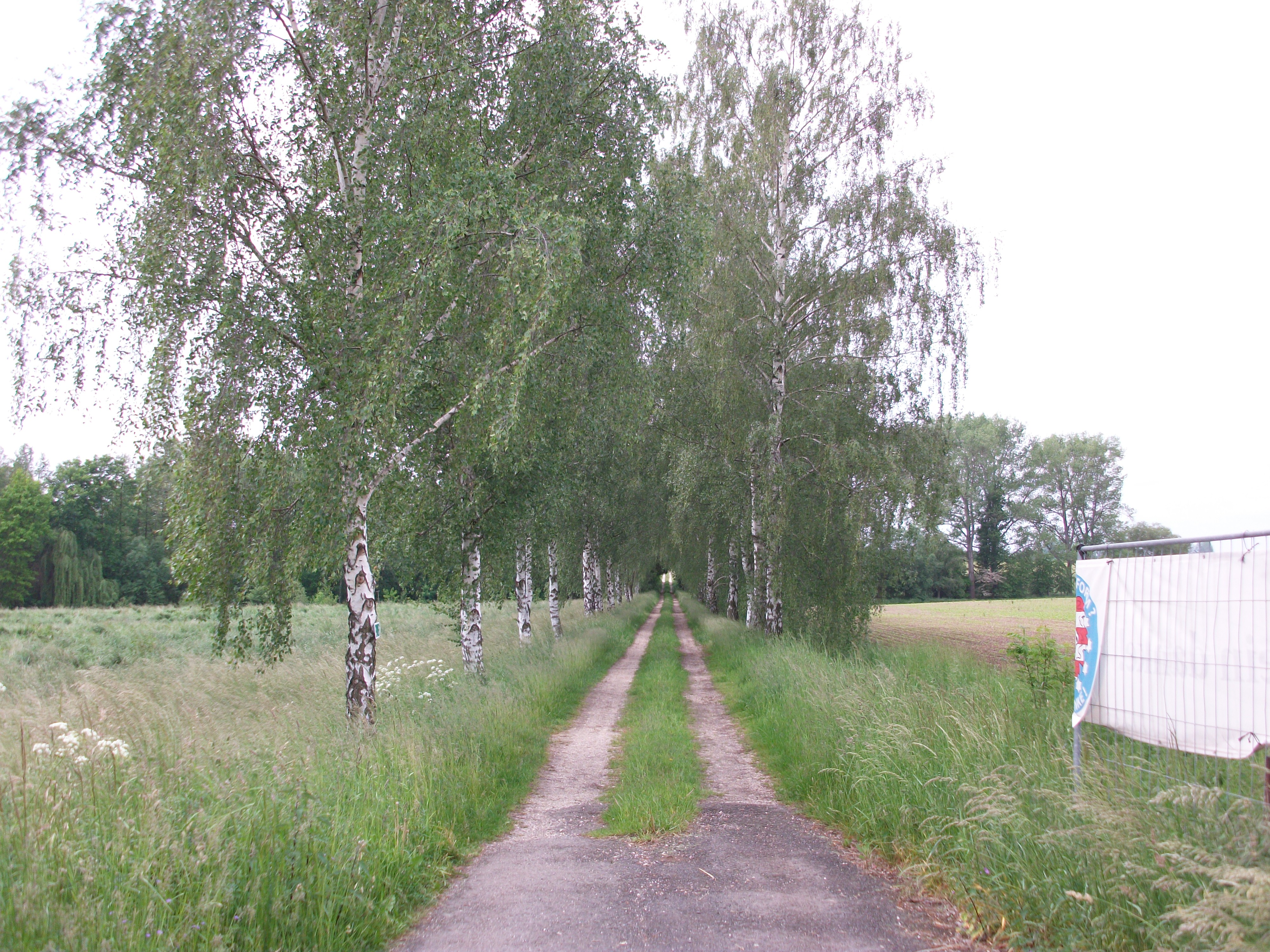
Pölzig, ehemaliger Bahndamm Richtung Gera-Pforten

### Streckenverlauf
Die Strecke begann am Bahnhof in Pforten, das 1919 nach Gera eingemeindet wurde. Anschließend verlief die Trasse entlang des Zaufensgraben nach Leumnitz. Zwischen Trebnitz und Schwaara wurde die heutige Bundesautobahn 4 unterquert. Danach verlief die Bahnstrecke im Tal der Brahme und des Söllmnitzbachs. Zwischen Pölzig und Wittgendorf wurde die heutige Landesgrenze zwischen Thüringen und Sachsen-Anhalt passiert. Anschließend führte die Trasse im Tal der Schnauder entlang. Ab Zipsendorf führte sie parallel zur normalspurigen Bahnstrecke Zeitz–Altenburg zum Bahnhof Wuitz-Mumsdorf.

### Betriebsstellen
Gera-Pforten ⊙

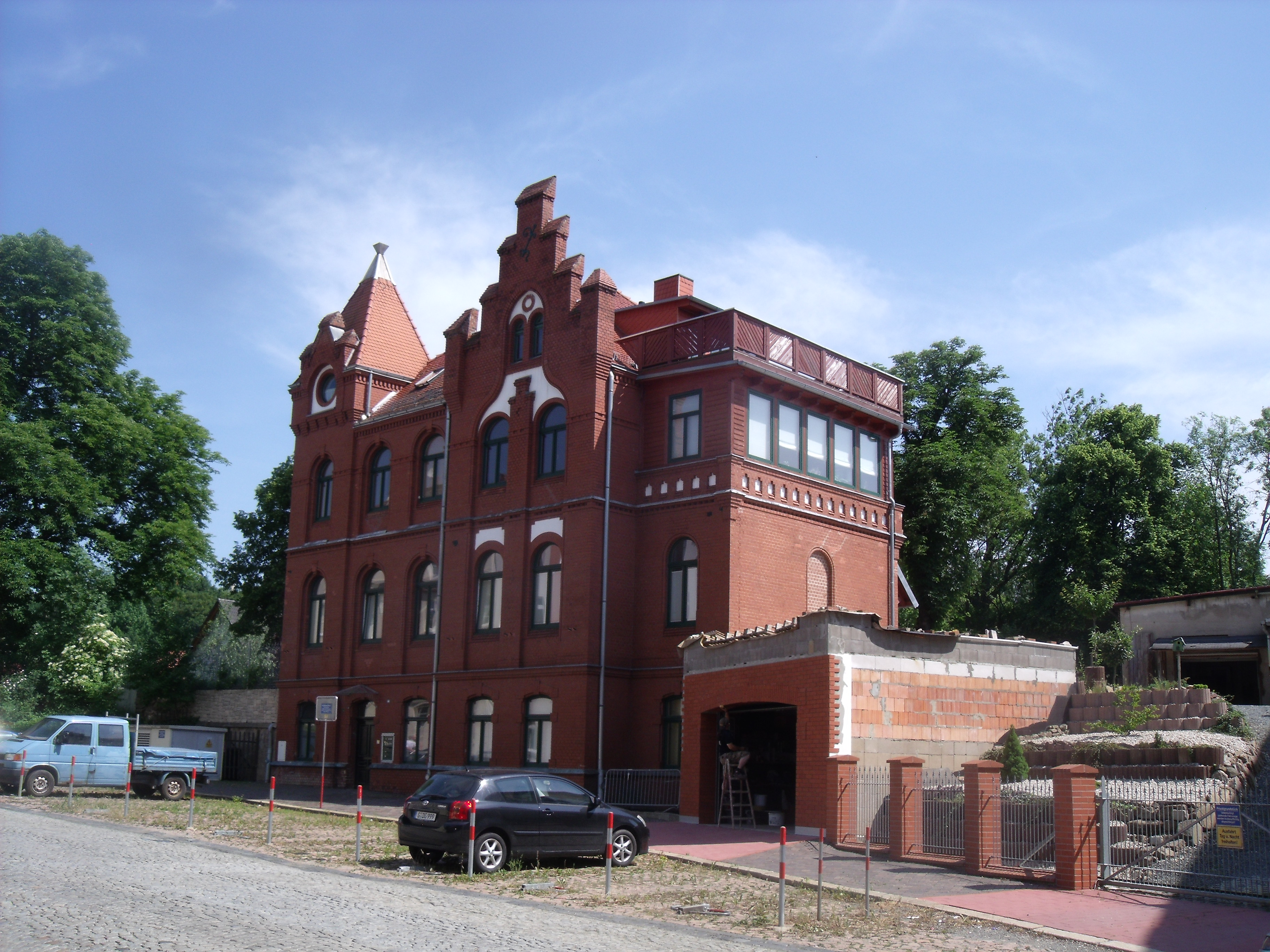
Bahnhof Gera-Pforten, Empfangsgebäude (2011)

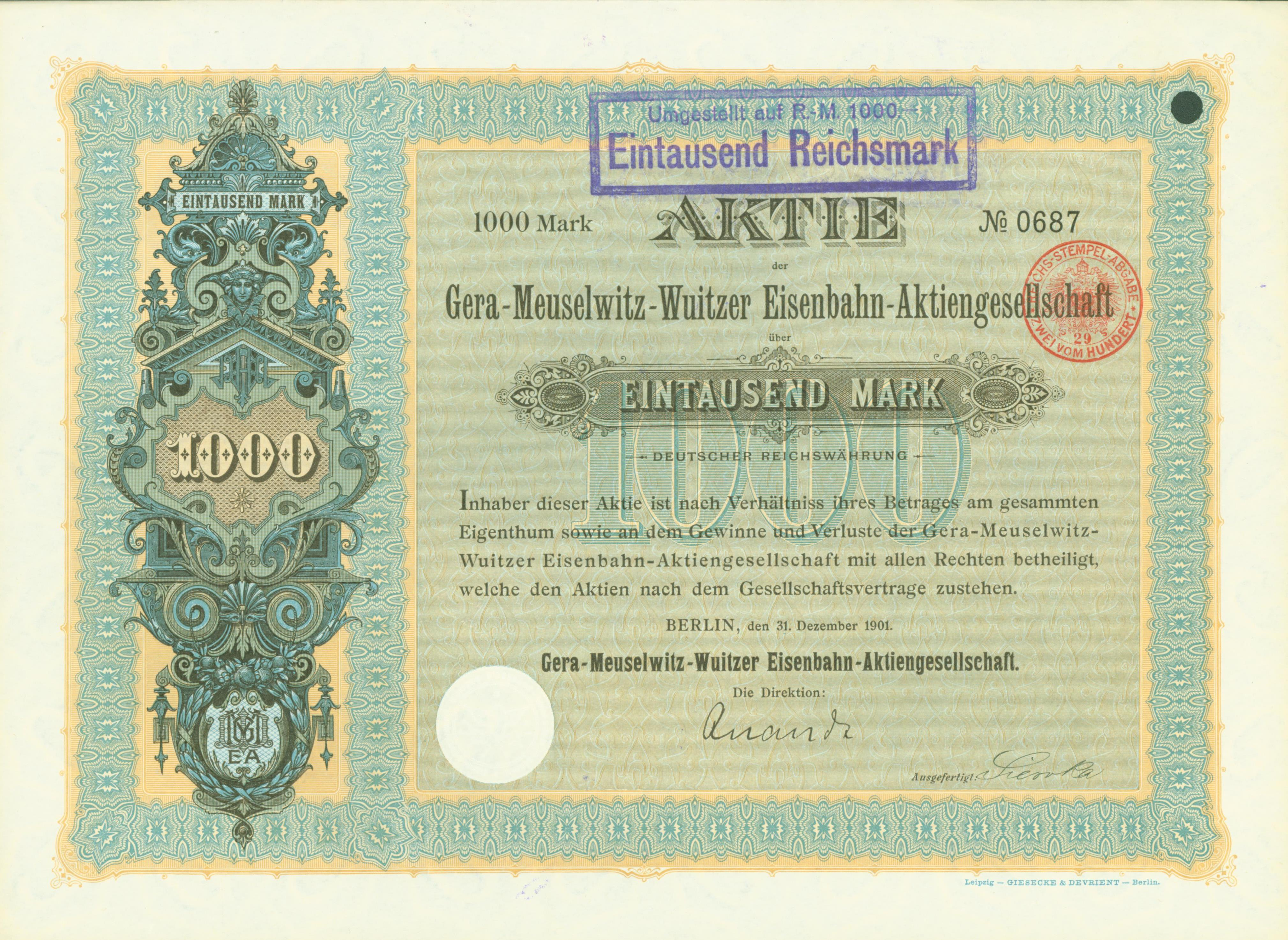
Aktie über 1000 Mark der Gera-Meuselwitz-Wuitzer Esenbahn-AG vom 31. Dezember 1901

Der Bahnhof Gera-Pforten der schmalspurigen Bahnstrecke Gera-Pforten–Wuitz-Mumsdorf wurde im Jahr 1901 eröffnet. Bis zu diesem Zeitpunkt trug der heute unter dem Namen Gera Süd bekannte Bahnhof an der Trennung der regelspurigen Bahnstrecken Leipzig–Probstzella und Gößnitz–Gera diesen Namen. Die Errichtung der Bahnstrecke Gera-Pforten–Wuitz-Mumsdorf in der gleichen Spurweite wie die ebenfalls meterspurige Geraer Straßenbahn bot den Vorteil, dass Kohlelieferungen aus dem Meuselwitz-Altenburger Braunkohlerevier und weitere Güter direkt ohne Umladen über die Schmalspurbahn und die Geraer Straßenbahn bis in die Geraer Betriebe transportiert werden konnten. Dadurch entfielen Umladekosten für die Transportgüter. Der Standort des Bahnhofs im Süden von Gera hat wiederum seinen Grund darin, dass die Preußischen Staatseisenbahnen einen Anschluss an ihren Bahnhof im Norden von Gera verweigerten. Der Standort in Pforten bot den Vorteil, dass sich die meisten Industriebetriebe im Süden von Gera befanden. Eine Besonderheit des Bahnhofs Gera-Pforten war, dass er keinen Übergangsbahnhof zu einer regelspurigen Eisenbahn besaß. Die Verbindung zum regelspurigen Güterbahnhof der Königlich Sächsischen Staatseisenbahnen in der Reichsstraße (heute Gera Süd), wo sich Rollbockgruben befanden, konnte nur über die Geraer Straßenbahn erfolgen. Dazu wurde die Lindenthaler Strecke am 8. November 1901 zum Bahnhof Pforten verlängert, wo vier Tage später die Gera-Meuselwitz-Wuitzer Eisenbahn eröffnet wurde. Die Straßenbahn erhielt einen Gleisanschluss an diese Strecke, über den fortan Eisenbahngüterwagen zu den Geraer Industriebetrieben transportiert wurden. Von Pforten aus führte die Bahnlinie in Richtung Leumnitz durch das Tal des Zaufensgrabens in nordöstliche Richtung.
An Hochbauten existierten am Bahnhof Gera-Pforten neben dem bis heute vorhandenen Empfangsgebäude u. a. ein Lokschuppen und eine im Jahr 2013 abgerissene Bahnwerkstatt. In letztere führte früher nur ein Gleis hinein. Die Fahrzeuge wurden dann mittels einer Schiebebühne auf ihren Platz gebracht. Das neugotische Empfangsgebäude weist besonders an der Rückseite (ehemalige Bahnsteigseite) aber auch in vielen Elementen seiner markanten Vorderfront mit Treppengiebel und Uhrenturm große Übereinstimmungen zum bereits 1894 eröffneten Wörlitzer Bahnhof in Dessau auf, der ebenfalls vom Bauunternehmen Vering & Waechter errichtet worden ist.
Der für das Jahr 1970 geplanten Stilllegung des Bahnhofs und der gesamten Bahnstrecke kam ein großes Unwetter am 3. Mai 1969 zuvor. Der in der Nähe verlaufende Zaufensgraben setzte das Bahnhofsareal unter Wasser und verschlammte es sehr. Dadurch wurden fast alle Gleise und Weichen durch Geröll beschädigt. Die Fahrzeuge standen bis zu den Achsen im Schlamm. Am folgenden Tag beschloss die Deutsche Reichsbahn die Einstellung des Reiseverkehrs auf der Gesamtstrecke, es folgte die Stilllegung des südlichen Streckenteils. Für die Überführung der im Bahnhof Gera-Pforten befindlichen Fahrzeuge nach Wuitz-Mumsdorf wurden die Gleise wieder hergerichtet. Der letzte Räumzug verließ den Bahnhof Gera-Pforten am 19. Mai 1969. Die in Gera-Pforten verbliebenen Wagen wurden beim Abbau der Gleisanlagen verschrottet oder verkauft.
Das Areal des Bahnhofs Gera-Pforten diente bis kurz nach der Jahrtausendwende als Busbahnhof mit Busdepot des Geraer Verkehrsbetriebs. Danach entstand auf dem Bahnhofsgelände eine Eigenheimsiedlung mit dem Namen „Am Pfortener Bahnhof“.
Gera-Leumnitz ⊙

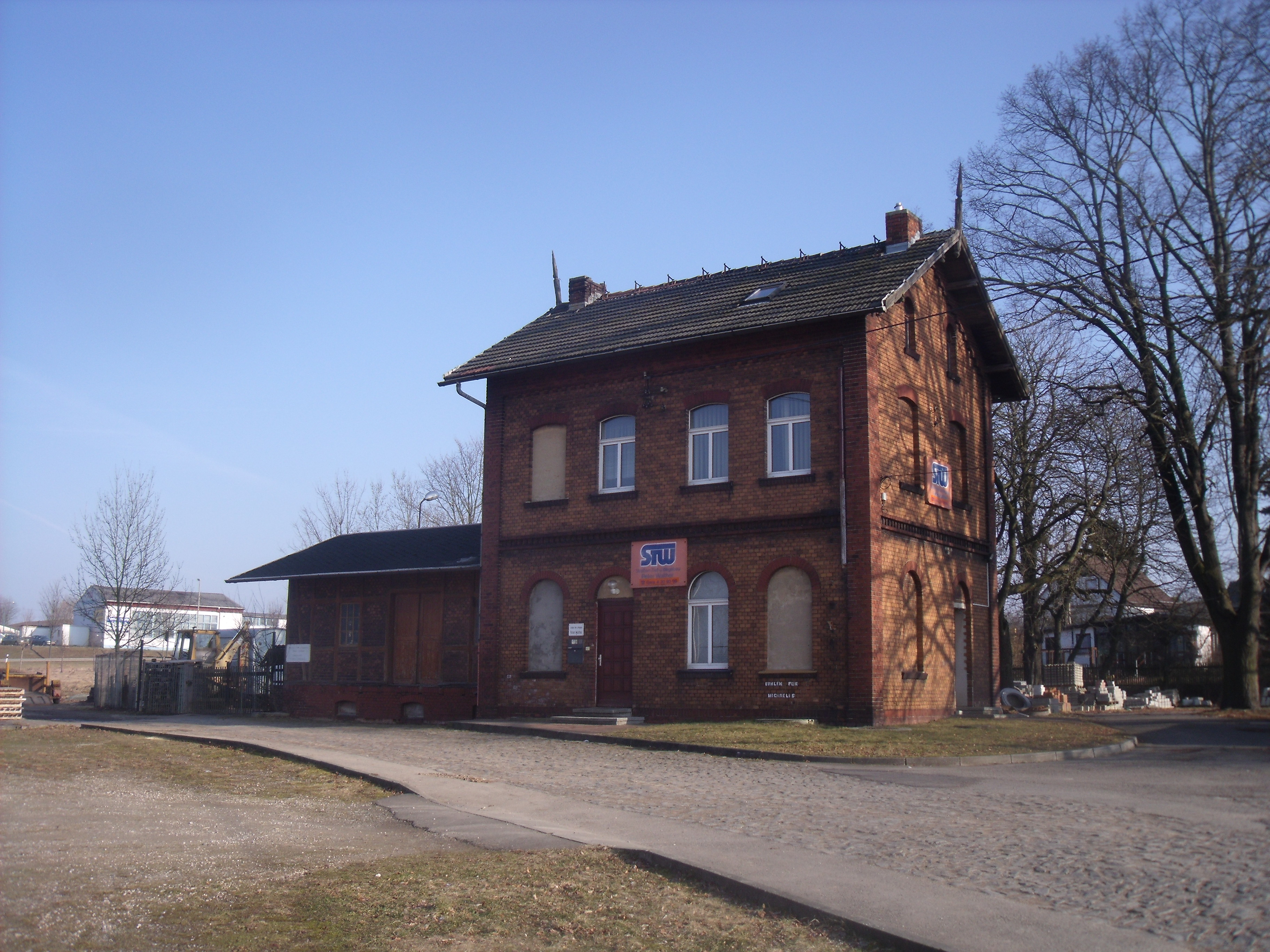
Bahnhof Gera-Leumnitz (2011)

Das Empfangsgebäude des einstigen Bahnhofs Gera-Leumnitz ist heute der Sitz einer Baufirma, welche auf dem Bahnhofsgelände Baumaterialien lagert. Seit Anfang der 1990er Jahre wird das Gebiet durch die Südost-Tangente durchschnitten. Das ehemalige Anschlussgleis zu den Ziegeleien in der Wuitzer Straße ist teilweise noch vorhanden.
Trebnitz ⊙
Die Haltestelle Trebnitz befand sich am südöstlichen Rand von Trebnitz. Sie bestand zwischen 1901 und 1969.
Schwaara ⊙
Obwohl die Schmalspurbahn Gera-Pforten–Wuitz-Mumsdorf bereits seit 1901 die Flur von Schwaara durchfuhr, erhielt der Ort erst im Jahr 1953 eine eigene Station. Sie befand sich westlich des Orts an der Straße nach Trebnitz und diente ausschließlich dem Personenverkehr. Der Bau des Wartehäuschens konnte bis zur Einstellung des Schienenverkehrs nicht beendet werden. Im Ort Schwaara wurde ein kleines Denkmal zur Erinnerung an die GMWE errichtet: zwei Radsätze auf einem kurzen Gleisstück. Die Schienen dieses Gleisstücks stammen vom Bahnübergang der Straße Trebnitz – Schwaara, sie waren wenigen Jahren zuvor beim Ausbau der Straße geborgen worden.
Brahmenau Süd ⊙
Der Haltepunkt Brahmenau Süd befand sich südlich des 1950 nach Brahmenau eingemeindeten Ortsteils Zschippach, dessen Namen die Station auch ursprünglich trug. Am einstigen Standort befinden sich heute Lagerhallen.
Brahmenau ⊙
Der Bahnhof Brahmenau wurde unter dem Namen Culm in Betrieb genommen. Bei der Streckeneröffnung im Jahr 1901 besaß die Station nur ein Nebengleis, welches durch zwei Weichen an ein durchgehendes Hauptgleis angebunden war. Bedingt durch die Eröffnung der „Geraer Kalkwerke GmbH“ entstand im Jahr 1902 ein Umsetzgleis mit einer Länge von 170 m. Somit diente die Station dem kostengünstigen Transport der Brennstoffe und der Ziegeleiprodukte der Ziegelei Culm. Zur Zeit des Ersten Weltkriegs diente die Station auch der Getreideumsetzung, wofür ein eigenes Getreidehaus errichtet wurde. Nach der im Jahr 1937 erfolgten Umbenennung der Gemeinde Culm in Brahmenau wurde auch der Stationsname in Brahmenau geändert. Am Standort der einstigen Station und der Ziegelei im Nordwesten von Brahmenau befindet sich heute ein Gewerbegebiet.
Söllmnitz ⊙

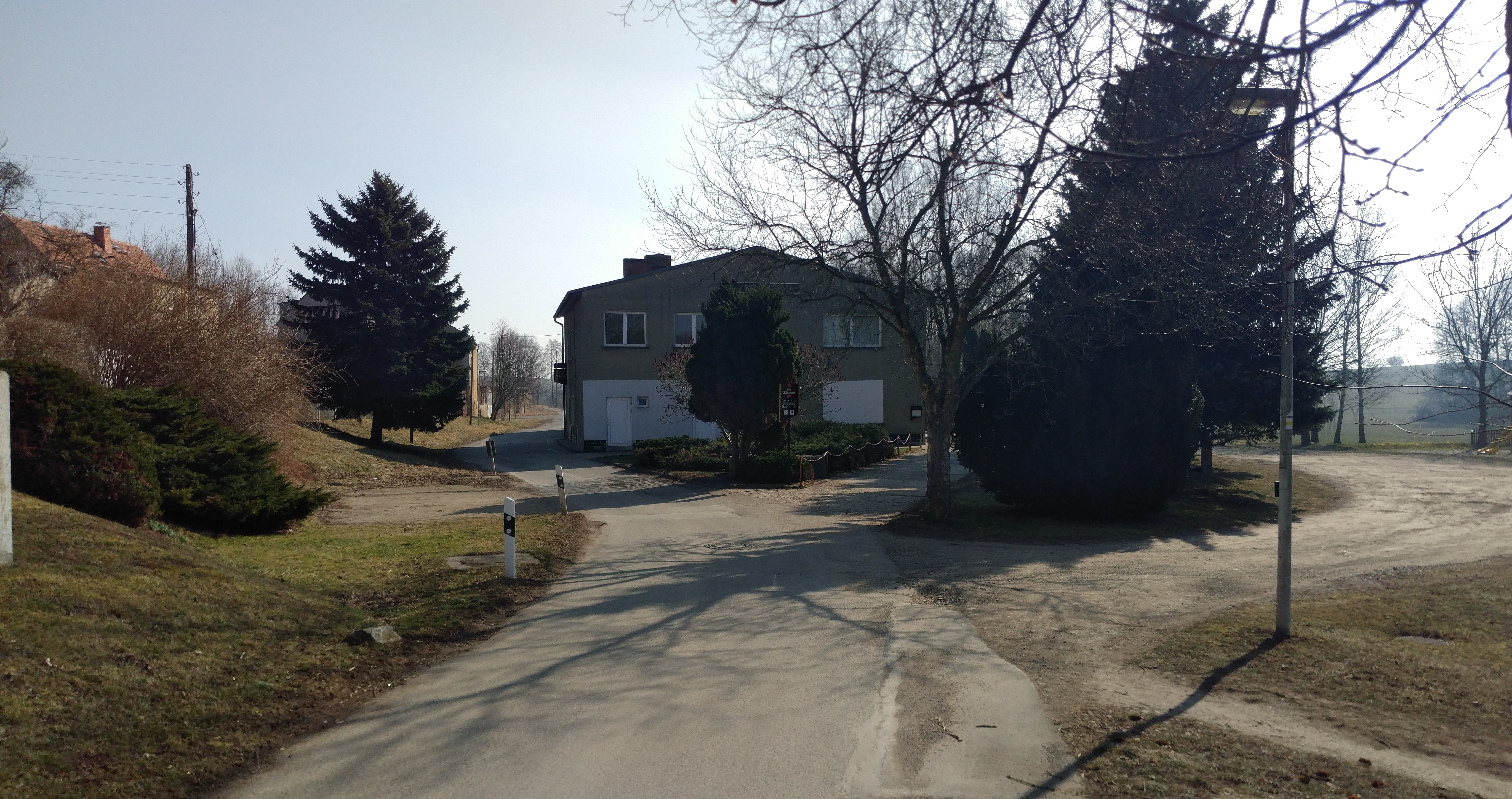
Ehemaliger Bahnhof Söllmnitz (2018)

Der Bahnhof Söllmnitz wurde im Jahr 1901 am Südostrand des Orts eröffnet. Er hatte die Funktion eines Trennungsbahnhofs, da im Bahnhof das Anschlussgleis zur damaligen Dachziegelfabrik Reußengrube in Cretzschwitz abzweigte. Am Bahnhof befand sich eine Tonverladeanlage und eine Schüttrampe, die bis heute erhalten sind. Zu dieser wurde der Ton mittels einer Grubenbahn befördert. Der für 1970 geplanten Stilllegung der Strecke kam das verheerende Hochwasser vom 3. Mai 1969 zuvor. Der letzte, bereits nicht öffentliche Zug, fuhr Mitte Mai 1969 durch Söllmnitz. Dieser holte die im Bahnhof Gera-Pforten stehen gebliebenen Wagen nach Wuitz-Mumsdorf. Im Jahr 1977 wurden als – nicht ganz passendes – Denkmal für die GMWE in Söllmnitz die Dampflok 99 555 (sä. IV K) und zwei Personenwagen aufgestellt. Sie hatten die Spurweite von 750 mm, die Lok stammte aus Mügeln im heutigen Landkreis Nordsachsen, die Wagen aus Schönheide Süd bzw. Cranzahl. Im August 2002 wurden die drei Fahrzeuge vom Interessenverband der Zittauer Schmalspurbahnen e. V. übernommen. Das Empfangsgebäude wird seit 1974 als Kulturzentrum und Gaststätte genutzt.
Wernsdorf ⊙
Die Haltestelle Wernsdorf befand sich außerhalb des Orts im Osten an der Straße nach Hirschfeld. Im Bereich der ehemaligen Station erinnern heute nur noch drei zur Eröffnung der Station gepflanzte Kastanienbäume an den Standort. Der früher durch einen Acker verlaufende Bahndamm wurde eingeebnet. Die Station war bis zur Gründung des Landes Thüringen im Jahr 1920 aus Richtung Gera die letzte Station im Fürstentum Reuß.
Pölzig ⊙

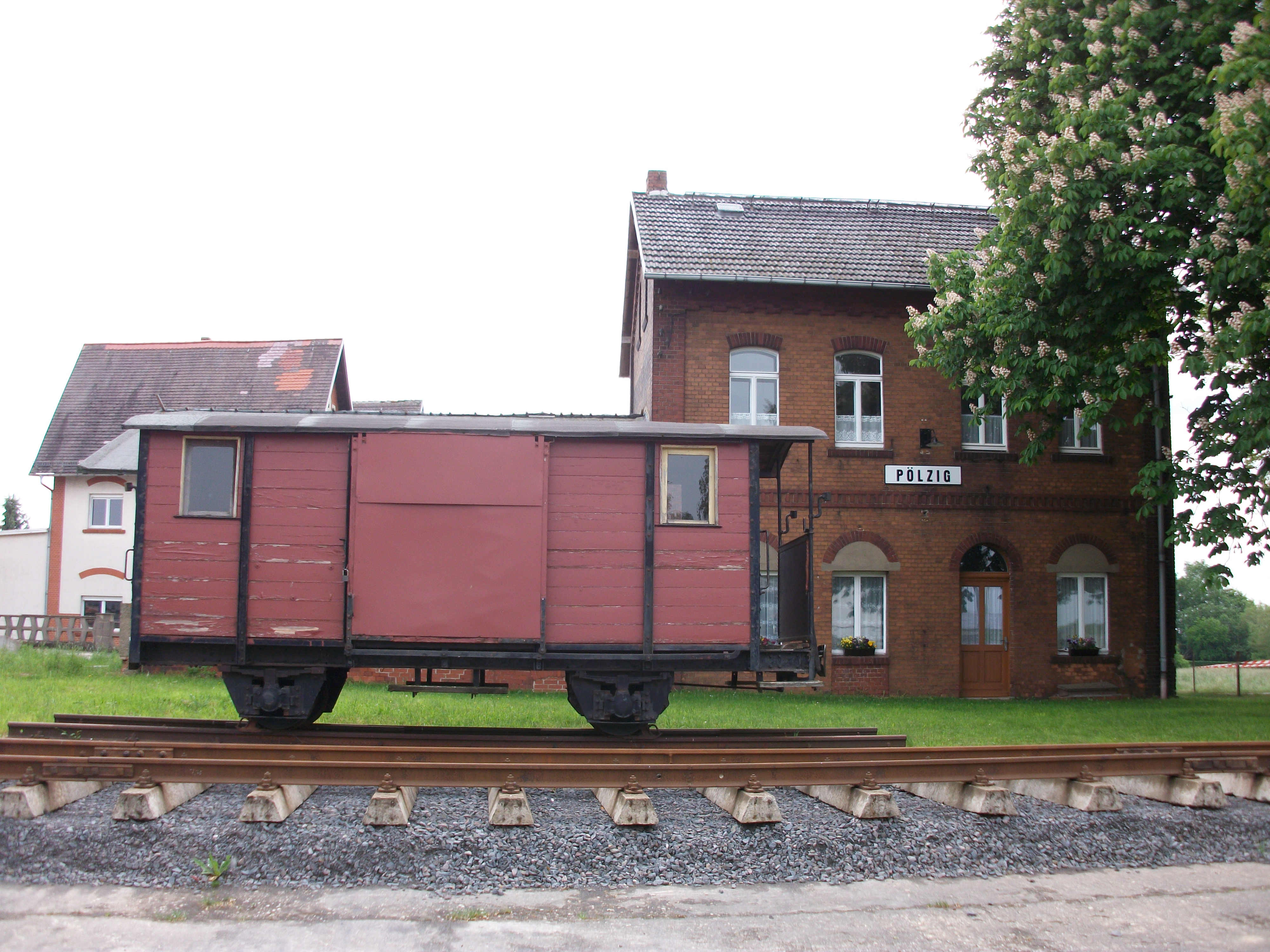
Ehemaliger Bahnhof Pölzig, Empfangsgebäude Gleisseite mit historischem Waggon (2019)

Der Bahnhof Pölzig befand sich auf der Flur des heutigen Pölziger Ortsteils Beiersdorf nordwestlich von Pölzig. Die Station besaß die Besonderheit, dass sie als einzige Station der Strecke auf dem Gebiet von Sachsen-Altenburg lag und somit bis 1920 vor und hinter Pölzig einmal die Landesgrenze von Reuß zu Sachsen-Altenburg bzw. von Sachsen-Altenburg zu Preußen passiert wurde. Ab 1952 war der thüringische Bahnhof Pölzig aus Richtung Gera-Pforten der letzte Bahnhof im Bezirk Gera. Die Station verfügte über ein Empfangsgebäude, welches seit 2010 als Museum und als Domizil des Vereins „IG GMWE – Bahnhof Pölzig e. V.“ genutzt wird. Am 17. Juni 2012 wurde vor das Empfangsgebäude der zweiachsige gedeckte Güterwagen 99-61-01 aufgestellt. Es handelt sich dabei um den ehemaligen GMWE-Wagen Nr. 17. In der Nähe des Bahnhofs entstand ein Gewerbegebiet. Das Gelände des Bahnhofs wird von einer Baufirma genutzt.
Wittgendorf ⊙
Der Haltepunkt Wittgendorf (Kr Zeitz) befand sich südlich des Ortsrands. Er war aus Richtung Gera kommend die erste Station im Landkreis Zeitz der preußischen Provinz Sachsen bzw. später des Kreises Zeitz im Bezirk Halle. Heute erinnert die Straße „Am Bahnhof“ an die einstige Station.
Kayna ⊙
Der Bahnhof Kayna befand sich am Nordwestrand des Orts Kayna. Heute erinnern die Straße „Am Bahnhof“ und die „Bahnhofstraße“ an die einstige Station. Das Empfangsgebäude der Station wird als Wohnhaus genutzt. Das Feuerwehrhaus der Freiwilligen Feuerwehr Kayna befindet sich auf dem Gelände des einstigen Bahnhofs.
Kaynaer Quarzwerke ⊙
Der Anschluss der Kaynaer Quarzwerke befand sich im Tal der Großen Schnauder östlich von Würchwitz. Er ist nicht zu verwechseln mit dem 1978 errichteten Güterbahnhof Kayna/Sandgrube der Bahnstrecke Meuselwitz–Ronneburg bei Kraasa im Altenburger Land (Thüringen). Kurz vor der Station wurde in Fahrtrichtung Wuitz-Mumsdorf die Schnauder überquert. Das Quarzwerk besaß Verladeeinrichtungen für die Güterzüge, deren Reste bis in die Gegenwart erhalten geblieben sind. Nach der Einstellung des Personenverkehrs am 4. Mai 1969 verkehrte bis zum 28. Dezember 1969 werktags ein Güterzug mit oft sechs Selbstentladewagen zwischen den Kaynaer Quarzwerken und dem Bahnhof Wuitz-Mumsdorf. Am einstigen Standort der Ladestelle befinden sich heute noch die Schwellenreste des Durchfahrtsgleises.
Oelsen ⊙
Der Haltepunkt Oelsen befand sich im Nordwesten des Orts in der Sporaer Straße südlich der Großen Schnauder. Das Gelände der Station befindet sich heute in Privateigentum.
Spora ⊙
Der Bahnhof Spora befand sich nicht direkt im Ort, sondern in der nördlich gelegenen Siedlung Spora nahe der Braunkohlegrube Leonhard II. Neben den schmalspurigen Gleisen der Bahnstrecke Gera-Pforten–Wuitz-Mumsdorf führte zum Bahnhof Spora auch die normalspurige Bahnstrecke Meuselwitz–Spora, die dem Braunkohlebergbau von der Grube Leonhard II zum Bahnhof Meuselwitz diente. Das Empfangsgebäude des Bahnhofs ist bis heute erhalten geblieben, jedoch wie die anderen verlassenen Häuser der Siedlung stark baufällig. Die in der Nähe der Station befindlichen Brikettfabriken wurden abgerissen, lediglich von der Zuckerfabrik sind noch Ruinen vorhanden.
Zipsendorf ⊙
Der Haltepunkt Zipsendorf befand sich westlich des Orts Zipsendorf. In diesem Bereich führte die Schmalspurbahn in einem Gleisbogen an die normalspurige Bahnstrecke Zeitz–Altenburg heran. Der Güterbahnhof und der Haltepunkt lagen jedoch nur an der Schmalspurbahn und gingen mit Einstellung der Bahnstrecke außer Betrieb. Die Station gehörte mit dem Ort Zipsendorf zunächst zum Landkreis Zeitz im Regierungsbezirk Merseburg der preußischen Provinz Sachsen. Erst 1952 erfolgte die Umgliederung in den Kreis Altenburg im Bezirk Leipzig, dessen Gebiet seit 1990 zu Thüringen gehört. Das Areal des einstigen Haltepunktes Zipsendorf wurde in den Jahren nach 1975 einschließlich der Einschnitte für die Grubenbahnen verfüllt, so dass heute nichts mehr auf die Station hinweist.
Wuitz-Mumsdorf ⊙
Der Bahnhof Wuitz-Mumsdorf wurde am 15. Juli 1872 kurz nach Eröffnung der Bahnstrecke Zeitz–Altenburg als Haltepunkt in Betrieb genommen. Mit der Inbetriebnahme der schmalspurigen Bahnstrecke Gera-Pforten–Wuitz-Mumsdorf wurde der nunmehrige Spurwechselbahnhof im Jahr 1901 zur Haltestelle und 1905 zum Bahnhof gewidmet. Das Empfangsgebäude wurde im Jahr 1901 errichtet. Im Jahr 1925 erhielt die Station ein Stellwerk. Der Bahnhof lag zwischen dem zu Sachsen-Altenburg bzw. zu Thüringen gehörigen Mumsdorf im Norden und dem preußischen Wuitz im Süden. Dem durch den Braunkohleabbau des Tagebaus Zipsendorf-Süd bedingten Abbruch des Orts Wuitz in den Jahren 1954 bis 1956 überlebte einzig der in der Wuitzer Ortsflur liegende Bahnhof Wuitz-Mumsdorf. Mit der vollständigen Betriebseinstellung der schmalspurigen Bahnstrecke nach Gera-Pforten wurde die Station Ende 1969 zum Haltepunkt zurückgestuft.
Am 29. September 2002 wurde die Station außer Betrieb genommen. Alle Hochbauten, wie die massive Wartehalle, wurden abgerissen. Heute erinnern nur noch die bei der Eröffnung gepflanzten Kastanien an den einstigen Standort.

## Fahrzeuge
Zum Einsatz kamen die zunächst vier Malletlokomotiven Nr. 1 bis 4. Von diesem Typ wurde 1907 noch eine Lokomotive nachbestellt, 1919 eine weitere als Ersatz für eine an die Heeresfeldbahnen abgegebene Lokomotive. Bei der Deutschen Reichsbahn wurden die 1950 noch vorhandenen vier Lokomotiven als 99 5711 bis 5714 eingereiht. 1901 wurde von der Geraer Straßenbahn eine zweiachsige Trambahnlokomotive erworben, sie erhielt die Nr. 5. 1922 wurden zwei vierachsige Lokomotiven mit den Nummern 7 und 8 beschafft. Diese Lokomotiven wurden 1950 als 99 5911 und 5912 bezeichnet. 1955 wurde die 99 191 von Eisfeld nach Gera umgesetzt. Der geplante Einsatz der Baureihe 99.23–24 wurde rasch verworfen. 1962 kam als letzte Dampflokomotive die 99 183 nach Gera.

## Bildergalerie

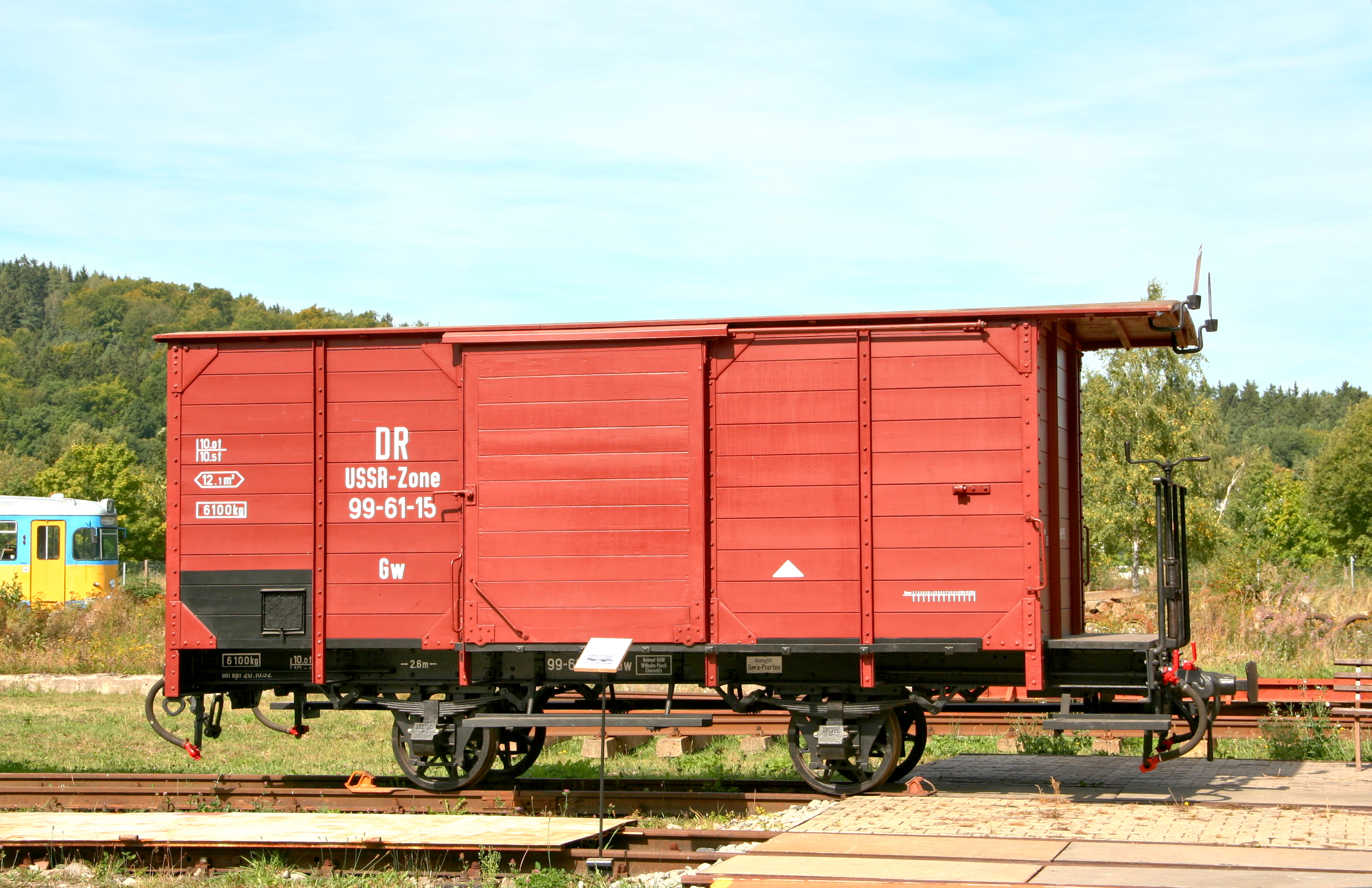
99-61-15 Georgenthal 9. September 2012
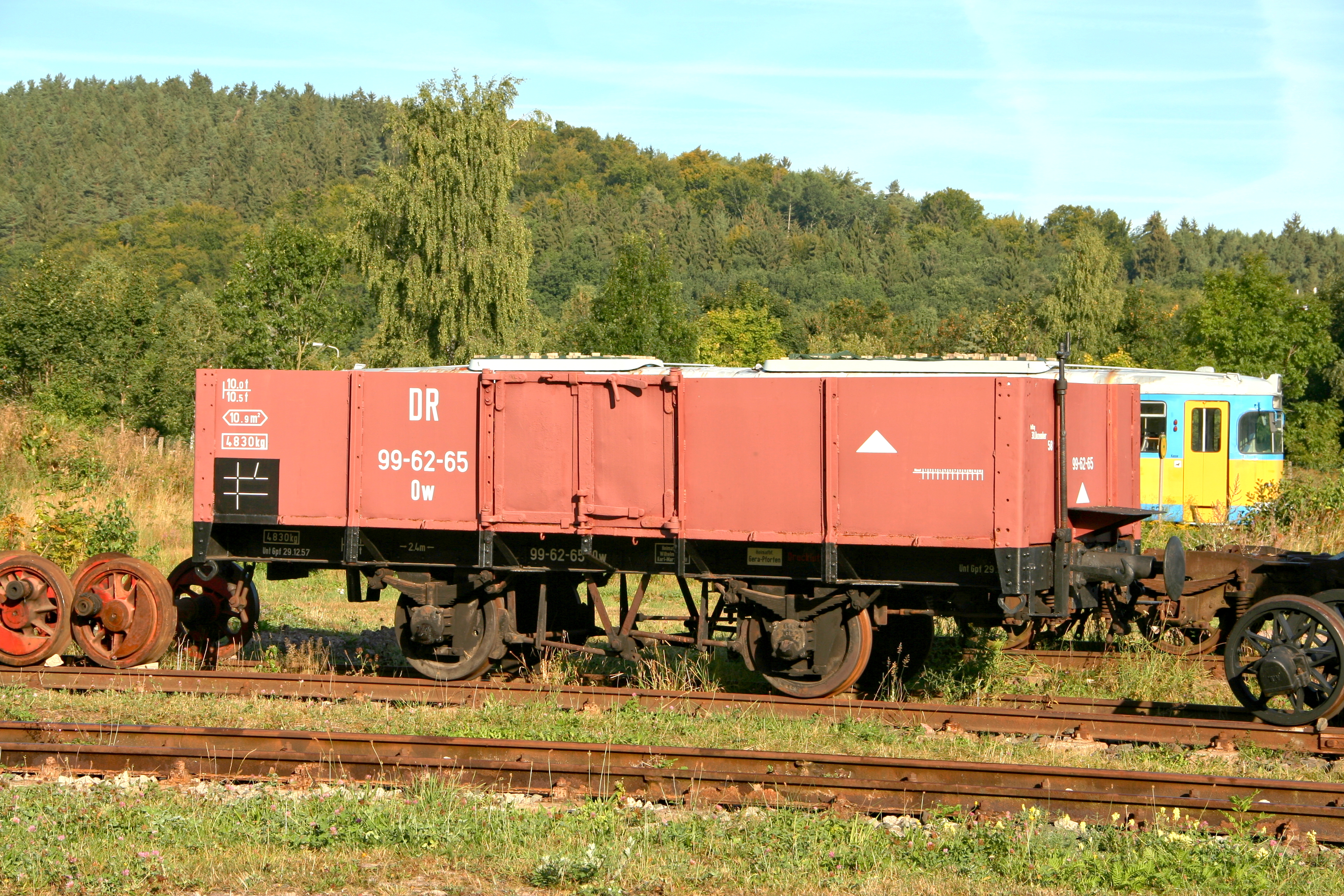
99-62-65 Georgenthal 9. September 2012
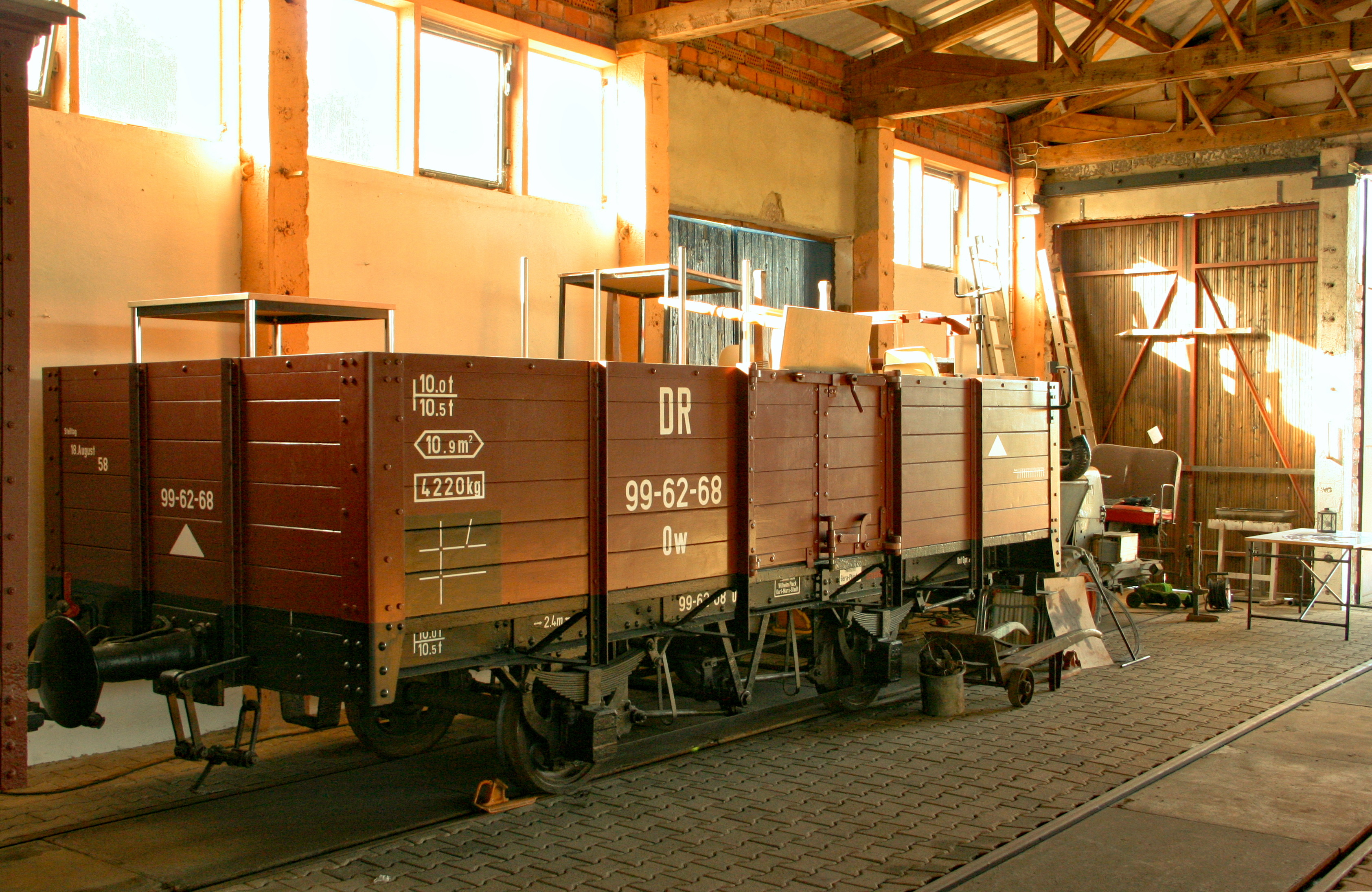
99-62-68 Georgenthal 9. September 2012